# 구이도 첼라노

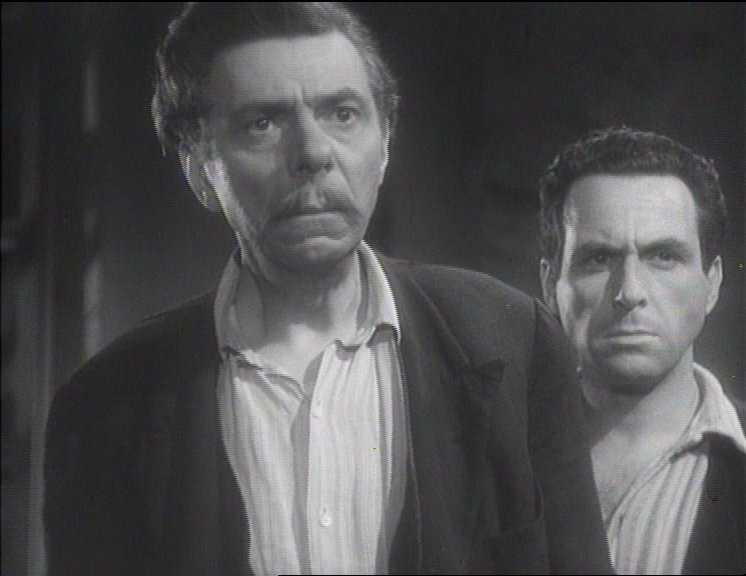

구이도 첼라노(Guido Celano, 1904년 4월 19일 ~ 1988년 3월 7일)는 이탈리아의 배우, 성우, 영화 감독, 영화 프로듀서, 영화배우이다.
프란카빌라알마레에서 태어났으며 로마에서 사망하였다.

## 영화
- 강철 지그 (1975년)
- 돌아온 석양의 무법자 (1966년)
- 사인 오브 조로 (1963년)
- 불멸의 여인 (1963년)
- 다섯 낙인의 여자 (1960년)
- 로마여 안녕 (1957년)
- 돈 카밀로와 페포네 (1955년)
- 파리스의 연인 (1954년)
- 페도라 (1942년)